# Ruminococcus bromii
Ruminococcus bromii è una specie di batterio appartenente alla famiglia delle Lachnospiraceae.